# Henri Pirenne
Henri Pirenne (Verviers, 23 de dezembro de 1862 — Uccle, 25 de outubro de 1935) foi um historiador belga.
A sua influência foi decisiva na historiografia contemporânea, assentando a sua reputação em três grandes contribuições para a história da Europa. Em primeiro lugar, a que ficou conhecida como "Tese de Pirenne", concernente às origens da Idade Média; em segundo, por uma visão distinta acerca da história medieval da Bélgica; e, em terceiro lugar, por seu modelo acerca do desenvolvimento da cidade medieval.
Destacou-se ainda na defesa da resistência não-violenta aos alemães que ocuparam a Bélgica durante a Primeira Guerra Mundial, tendo chegado a ser detido por essa razão, à época.

## Biografia
Foi filho de Lucien Henri Pirenne e Virginie Duesberg.
Obteve um doutorado em 1883 na Universidade de Lieja, voltando-se desde então para os estudos sobre a Idade Média. Um ano mais tarde (1884) ingressou na cátedra de William Ferdinand Arndt em Leipzig. Foi discípulo também de Harry Bresslau e de Gustav Schmoller.
Foi professor de história de 1892 até a sua morte na Universidade de Gante.
Destacou-se como um dos grandes historiadores do século XX, em particular pela que ficou conhecida como "Tese de Pirenne" - (uma reinterpretação inédita e vigorosa sobre o início e a duração da Idade Média) e pelo seu estudo sobre as origens da Bélgica enquanto nação.
Acerca da obra de Pirenne, Marc Bloch referiu: "É necessário repetir o valor das qualidades que fazem cada uma das obras do grande sábio belga, desde a sua aparição, no sentido próprio da palavra, um clássico da literatura..."
O livro mais conhecido de Pirene é Maomé e Carlos Magno, uma espécie de complemento ao livro História económica e social da Idade Média, originalmente publicado sob a forma de artigos e que contém a tese que recebeu o seu nome.

## A tese de Pirenne
Pirenne contesta a ideia comum de que a Idade Média se iniciou com a queda do Império Romano, uma vez que observa que os bárbaros que o venceram não o destruíram, e pelo contrário, romanizaram-se e utilizaram-no económica e culturalmente em benefício próprio. Por essa razão conservaram o mar Mediterrâneo como o Mare nostrum dos romanos, dando continuidade ao comércio e aos intercâmbios do mesmo modo que o havia feito o império. Desse modo, os povos continuaram trazendo do continente as suas mercadorias e transportando-as pelo Mediterrâneo, conservando o eixo comercial em Roma, até que os muçulmanos invadiram parte da Europa no século VIII.
A data da invasão muçulmana da península Ibérica (711) é a que propõe para o verdadeiro início da Idade Média. Estes invasores, que possuíam uma civilização mais desenvolvida que a europeia, adotaram a estratégia de fechar o Mediterrâneo à navegação europeia, convertendo a Europa marítima em uma Europa continental, reduzindo enormemente a sua riqueza e favorecendo a aparição dos feudos pelo continente, o que conduziu à confrontação entre muçulmanos e cristãos, que degenerou em um tipo de luta em que cada parte reforçou e defendeu a sua identidade religiosa à falta de outra forma de coesão nacionalista.
As fases de predomínio de uma ou outra parte durante a Idade Média podem-se resumir em um primeiro momento de predomínio muçulmano, seguida pela reação cristão conhecida como as cruzadas, e por último, uma contra-ofensiva muçulmana, efetuada agora pelo Império Otomano, nas costas Orientais do Mediterrâneo, até que a Europa as recuperou na Primeira Guerra Mundial.

## Obras
- "Histoire de Belgique"
- "Mahomet et Charlemagne"
- "Les villes du Moyen-Age, essai d’histoire économique et sociale"[1], Bruxelas: Lamertin, 1927.